# Robert Lloyd
Robert Andrew Lloyd (ur. 2 marca 1940 w Southend-on-Sea) – brytyjski śpiewak operowy, bas.

## Życiorys
Studiował historię w Keble College na Uniwersytecie Oksfordzkim, śpiewu uczył się w Londynie u Otakara Krausa. Na scenie operowej zadebiutował w 1969 roku w londyńskim Collegiate Theatre rolą Fernanda w Fideliu. Był członkiem zespołu Sadler’s Wells Theatre (1969–1972) i Covent Garden Theatre (1972–1983). Występował gościnnie w Berlinie, Paryżu, Hamburgu, Mediolanie, Monachium, San Francisco, Salzburgu i Wiedniu. W 1988 roku rolą Don Basilia w Cyruliku sewilskim debiutował na scenie nowojorskiej Metropolitan Opera. W 1990 roku wystąpił na scenie Państwowego Akademickiego Teatru Opery i Baletu im. S.M. Kirowa w Leningradzie w roli tytułowej w Borysie Godunowie. 
Do jego popisowych ról należały Komandor w Don Giovannim, Orowist w Normie, Banko w Makbecie, Filip w Don Carlosie. W 1999 roku kreował partię Tyrone’a O’Sullivana w prapremierowym przedstawieniu opery Aluna Hoddinotta Tower w Swansea. Zagrał rolę Gurnemanza w filmowej wersji Parsifala Richarda Wagnera w reżyserii Hansa-Jürgena Syberberga (1981).
Komandor Orderu Imperium Brytyjskiego (1991).